# Pimpinella cambodgiana
Pimpinella cambodgiana är en flockblommig växtart som beskrevs av H.Boissieu. Pimpinella cambodgiana ingår i släktet bockrötter, och familjen flockblommiga växter. Inga underarter finns listade i Catalogue of Life.